# Maria Stuart, Königin der Schotten
Maria Stuart, Königin der Schotten ist der Name eines Musicals, das am 3. April 2008 im Waldau-Theater in Bremen uraufgeführt wurde. Die Musik stammt von Thomas Blaeschke, dem Intendanten des Waldau-Theaters und Leiter der Bremer Musical Company, der Text von Kerstin Tölle, einem Gründungsmitglied der Bremer Musical-Company. Die Ko-Autorin spielte in der Uraufführung zugleich die Titelrolle.
Das Musical, das aus einer lockeren Aneinanderreihung von Szenen besteht, behandelt chronologisch das Leben der schottischen Königin Maria Stuart von ihrer Geburt im Jahr 1542 bis zu ihrer Hinrichtung im Jahr 1587. Es behandelt sowohl das Privatleben der „Romantikerin“ Maria Stuart als auch die religiösen und machtpolitischen Konflikte im Europa des 16. Jahrhunderts.
Bisher wurde das Musical in drei Staffeln im Waldau-Theater Bremen aufgeführt (im April 2008, im Oktober 2008 und im April 2010).